# Poesia Tang
 Testi poetici scritti nel periodo della dinastia Tang o rassomiglianza di stile dello stesso periodo storico, sono spesso composti da 4 o 8 versi con 5 o 7 di caratteri cinesi all'interno. I poeti famosi di quel periodo sono Li Bai, Du Fu, Du Mu e Li Shang Yin.
Lo stile della poesia cambia da autore e il periodo di cui si trova della dinastia Tang.

## Influenza della poesia Tang
La poesia riflette anche il modo di pensare nell'antichità, religione come buddismo, i culti e la filosofia  come taoismo e confucianesimo. Tutto ciò insieme alla musica, pittura, costume e architettura della dinastia Tang si costituissero una cultura generale, che talvolta influenzò la cultura dei regioni circostanti come la Giappone e Corea. Con la scrittura di poesia si porto anche l'arte di calligrafia dei caratteri cinesi.
| Controllo di autorità | LCCN (EN) sh85024357 · J9U (EN, HE) 987007285624705171 |